# Włodzimierz Kunz

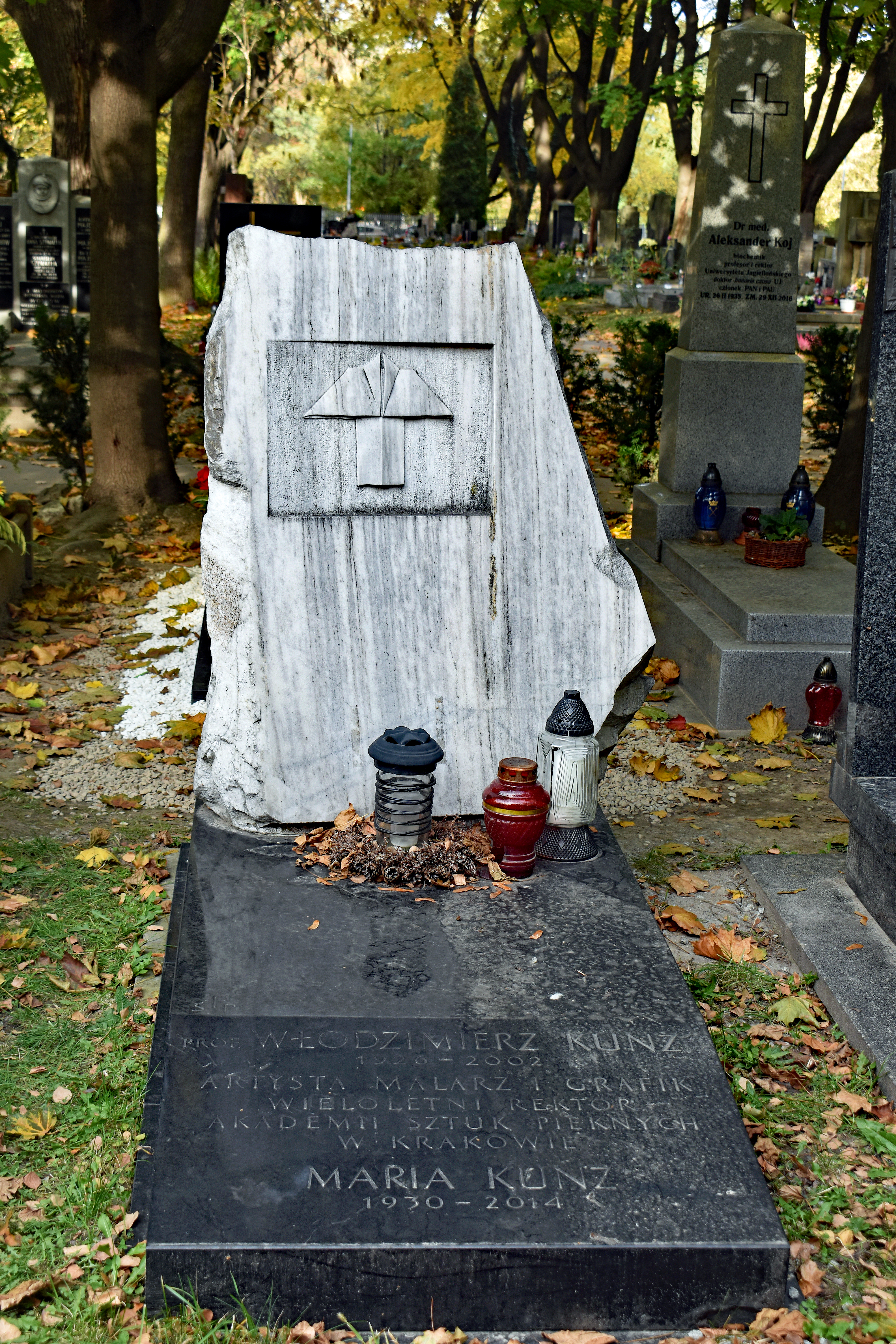
Grób Włodzimierza Kunza na cmentarzu Rakowickim

Włodzimierz Kunz (ur. 25 lipca 1926 w Dąbrowie Tarnowskiej, zm. 6 czerwca 2002 w Krakowie) – polski malarz, grafik, pedagog, profesor sztuk plastycznych.

## Kariera naukowa
Ukończył studia na Wydziale Malarstwa krakowskiej Akademii Sztuk Pięknych (dyplom w 1954 w pracowni prof Hanny Rudzkiej-Cybis). Przeszedł całą karierę naukową na uczelni, od stopnia asystenta po profesora zwyczajnego (od 1986). Piastował funkcje kierownika Katedry Litografii, dziekana Wydziału Grafiki, kierownika Pracowni Malarskiej na Wydziale Malarstwa. Trzykrotnie wybrany rektorem ASP w Krakowie (1980–1986 i 1993–1996). W 1996 przeszedł na emeryturę.

## Pełnione funkcje
Rzeczoznawca Ministerstwa Kultury i Sztuki do spraw sztuki współczesnej. Członek Rady Artystycznej Wyższego Szkolnictwa Artystycznego. Członek ZPAP i członek czynny PAU. Przewodniczący Komisji Nagród Ministerstwa Kultury i Sztuki. 

## Odznaczenia, nagrody
- Nagroda Miasta Krakowa za „twórczość plastyczną i pracę pedagogiczną” (1980)[3]
- Krzyż Komandorski OOP (1997)
- Honorowy Obywatel Gorlic[4] i Dąbrowy Tarnowskiej[5]

## Twórczość
- cykle obrazów i grafik[6], m.in. Morze Śródziemne[7], Pejzaż przemysłowy, Kompozycje z anegdotą, Viola d'Amore, Róża wiatrów
- realizacje malarstwa monumentalnego (szereg polichromii[8] i sgraffitów m.in. w Düsseldorfie).

Miał ponad 30 wystaw indywidualnych w Polsce i na świecie. Prace prof. Włodzimierza Kunza znajdują się w wielu muzeach w kraju i za granicą (Wrocław, Kraków, Warszawa, Tokio, Muzeum Guggenheima w Nowym Jorku, Bibliotece Kongresu w Waszyngtonie, Hawanie, Norymberdze, Darmstadt) i w wielu zbiorach prywatnych.
Włodzimierz Kunz został pochowany w alei zasłużonych krakowskiego cmentarza Rakowickiego (kwatera LXIX pas B-2-19).